# Жан-Клод Юнкер
Жан-Клод Ю́нкер (люксемб. Jean-Claude Juncker ([ʒ̊ɑ̃ːkloːd ˈjʊŋ.kɐ]); нар. 9 грудня 1954, Реданж, Люксембург) — європейський і люксембурзький політик. Прем'єр-міністр Люксембургу з 20 січня 1995 до 4 грудня 2013, міністр фінансів (1989–2009). Колишній голова Єврогрупи (клуб міністрів фінансів країн єврозони).
7 березня 2014 обраний головним кандидатом на виборах у Європарламент від консервативної Європейської народної партії (ЄНП).
15 липня 2014 обраний президентом Європейської комісії. Його кандидатуру підтримали 422 депутата Європейського парламенту. Вступив на посаду
1 листопада 2014.
16 липня 2019 на посаду президента Європейської комісії обрана колишня міністр оборони ФРН Урсула фон дер Ляєн.

## Життєпис
Юнкер народився у місті Реданж. Його батько, який воював у Другій світовій війни після того, як був насильно завербований до Вермахту, був сталеваром і членом Конфедерації християнських профспілок. Юнкер навчався у Бельгії, перш ніж повернутися в Люксембург. Приблизно в той же час, у 1974, він вступив у Християнсько-соціальну народну партію. Юнкер продовжував вивчати право у Страсбурзькому університеті, де він отримав ступінь магістра права у 1979. Хоча він був приведений до присяги у палаті люксембурзької адвокатської ради у 1980, він ніколи не практикував як юрист.
У 1984 його вперше було обрано до Палати депутатів Люксембургу і відразу ж був призначений на посаду міністра праці в уряді Жака Сантера.
Незадовго до виборів 1989, Юнкер був серйозно травмований у ДТП і провів два тижні в комі. Тим не менше його знову було обрано до Палати депутатів і він отримав посаду міністра фінансів. В цей час Юнкер отримує посаду керуючого Світового банку від Люксембургу.
Після того, як Жак Сантер був призначений головою Європейської комісії, 20 січня 1995 Юнкер був затверджений прем'єр-міністром, в рамках коаліції з Люксембурзькою соціалістичною робітничою партією. Юнкер залишив свою посаду у Всесвітньому банку.
Жан-Клод Юнкер вважається одним із архітекторів Маастрихтського договору. У 2004 розглядався як імовірний кандидат на посаду голови Європейської комісії.
19 листопада 2014 року у Європейському парламенті було ініційовано розгляд питання про недовіру Юнкеру 76 депутатами через звинувачення у його причетності до фінансових махінацій, коли він обіймав посади прем'єр-міністра та міністра фінансів Люксембургу.

## Юнкер та Україна
Саме Юнкер ініціював перший саміт Україна — ЄС 5 вересня 1997. Він називав тоді себе головним лобістом України в ЄС. Підтримує європейську інтеграцію України.
29 серпня 2017 року, будучи головою Європейської комісії заявив, що Україна не є європейською країною в сенсі її членства в Європейському союзі та закликав подумати про покращення відносин з Росією, зазначивши, що це залежить від обох сторін і від цього залежить безпечне майбутнє ЄС. «Наразі у світі тривають 60 воєн, жодної з них в Європі. Окрім України, яка не є європейською країною в сенсі її членства в Європейському Союзі. Я знаю, що мій друг Порошенко кілька днів тому сказав, що Україна — це Європейський союз, але насправді, на цей момент це не так» — йшлося в заяві Юнкера в Брюсселі.

## Нагороди та почесні звання
- Великий хрест ордена Заслуг (Норвегія, 1996)
- Премія «Бачення Європи» фонду Едмонд (Ізраїль, 1998)
- Почесний доктор Вестфальського університету (2001)
- Премія CICERO за ораторське мистецтво (2002)
- Великий хрест ордена Зірки Румунії (2003)
- Почесний громадянин Тріру (2003)
- Великий хрест ордену «За заслуги перед Італійською Республікою» (2007)
- орден Достик 1-го ступеня (Казахстан, 2008)
- Медаль Amilcar Cabral першого класу республіки Кабо Верде (2008)
- Медаль ЄС в золоті із зіркою (2009)
- Премія «соціальна ринкова економіка» (Дуйсбург, 2009)
- Гранд-офіцер ордену Почесного легіону (Франція)
- Велика золота зірка на стрічці — Почесний знак «За заслуги перед Австрійською Республікою» (2010)
- Орден «За заслуги» (Саар, 2010)
- Орден «За заслуги» (Баден-Вюртемберг, 2011)
- Орден князя Ярослава Мудрого I ст. (Україна, 11 травня 2019) — за визначний особистий внесок у поглиблення відносин між Європейським Союзом та Україною, підтримку незалежності та територіальної цілісності України, сприяння суспільно-політичним та соціально-економічним реформам в Україні[7]